# Pachycladon enysii
Pachycladon enysii là một loài thực vật có hoa trong họ Cải. Loài này được (Cheeseman) Heenan & A.D.Mitch. mô tả khoa học đầu tiên năm 2002.